# Blue (canción de The Rasmus)
«Blue» es una canción de la banda finlandesa de rock alternativo The Rasmus (llamado simplemente «The Rasmus», en ese entonces), originalmente lanzada en el álbum Playboys segundo de la banda el 29 de agosto de 1997.
Si se excluye 1st, 2nd y 3rd y contarlos como EPS, «Blue» es el primer sencillo lanzado por The Rasmus. Fue lanzado en 1997 por el sello Warner Music Finland. Fue el primer sencillo del álbum Playboys y características de las pistas de «Blue» y «Kola», ambos del álbum Playboys.
«Blue» es más suave, la canción más melódica en comparación con las otras canciones del álbum.
El sencillo fue un gran éxito en el país natal de la banda, Finlandia, donde se vendió el oro y alcanzó el número 3 en Finnish Singles Chart.

## Lista de canciones del sencillo
1. «Blue» - 4:22
2. «Kola» - 3:41

## Posición en la tabla
| Año  | Canción | Listas                | Posición |
| ---- | ------- | --------------------- | -------- |
| 1997 | «Blue»  | Finland Singles Chart | 3        |